# Goudpuntpoppenrover
De goudpuntpoppenrover (Calosoma auropunctatum) is een keversoort uit de familie van de loopkevers (Carabidae). De wetenschappelijke naam van de soort werd in 1784 gepubliceerd door Johann Friedrich Wilhelm Herbst.